# Schlachtgeschwader 1
Das Schlachtgeschwader 1 war ein Verband der Luftwaffe der Wehrmacht im Zweiten Weltkrieg. Es war mit Schlachtfliegern vom Typ Junkers Ju 87 und später Messerschmitt Bf 109E, Focke-Wulf Fw 190A, Henschel Hs 123 und Henschel Hs 129 ausgestattet und führte Luftangriffe mit Bomben und Bordwaffen unmittelbar zur Unterstützung der Bodentruppen durch. Das Geschwader, das in zwei organisatorisch völlig unabhängigen Formationen aufgestellt wurde, war während der gesamten Zeit seines Bestehens im Deutsch-Sowjetischen Krieg eingesetzt. Nur die 5. Staffel war kurzzeitig im Tunesienfeldzug eingesetzt. Es wurde am 8. Mai 1945, nach der bedingungslosen Kapitulation der Wehrmacht, aufgelöst.

## Aufstellung

### 1. Formation
Der Geschwaderstab und die I. Gruppe des Schlachtgeschwaders 1 entstand am 13. Januar 1942 in Werl und Dugino, durch Umbenennung des Gruppenstabes und der 4. bis 6. Staffel des Lehrgeschwaders 2. Zur gleichen Zeit entstand in Lippstadt eine II. Gruppe. Zusätzlich wurden noch in Dugino die 4. und 8. Staffel aufgestellt, die dem Geschwaderstab direkt unterstellt waren. Diese 1. Formation war mit der Messerschmitt Bf 109 in der Schlachtfliegerausführung E-7, der Focke-Wulf Fw 190 in der Variante A-5 und F-3, der Henschel Hs 123 und der Henschel Hs 129 ausgestattet. Die Geschwaderkennung war A5.
Am 18. Oktober 1943 erhielt die 1. Formation des Schlachtgeschwaders 1 neue Bezeichnungen. Der Geschwaderstab wurde in den Gruppenstab der IV. Gruppe des Schlachtgeschwaders 9 umgewandelt und die I. Gruppe in die II. Gruppe des Schlachtgeschwaders 77 umbenannt. Währenddessen erhielt die II. Gruppe die neue Bezeichnung II. Gruppe des Schlachtgeschwaders 2. Die 4. und 8. Staffel gingen als 10. und 11. Staffel zum Schlachtgeschwader 9.

### 2. Formation
Die 2. Formation des Schlachtgeschwaders 1 entstand am 18. Oktober 1943 durch Umbenennung des Sturzkampfgeschwaders 1 im vom Deutschen Reich besetzten Teil der Sowjetunion. Der Geschwaderstab lag in Polozk, die I. und die III. Gruppe in Bobruisk und die II. Gruppe in Orscha. Die 2. Formation flog mit der Junkers Ju 87 in den Versionen D-3, D-5 und G-2 und der Focke-Wulf Fw 190 in den Varianten F-8 und G-8.

## Gliederung

### 1. Formation
Die 1. Formation war am 5. Juli 1943 in einen Geschwaderstab, die I. und II. Gruppe und die dem Geschwaderstab direkt unterstellten 4. und 8. Staffel unterteilt. Den beiden Gruppen unterstanden die 1. bis 3. Staffel und die 5. bis 7. Staffel. Jede Staffel geführt durch ein Staffelkapitän, war in drei Schwärme mit je vier Flugzeugen unterteilt. Daraus ergab sich eine Sollstärke der Schlachtfliegergruppe von 36 Flugzeugen in den drei Staffeln und 6 Flugzeugen für die Gruppenstabsstaffel mit dem Gruppenkommandeur. Dies ergab bei zwei Schlachtfliegergruppen eine Sollstärke von 84 Flugzeugen und 6 Flugzeugen für die Geschwaderstabsstaffel mit dem Geschwaderkommodore. Dazu kamen jeweils 12 Flugzeuge der 4. und 8. Staffel. Daraus ergibt sich eine Sollstärke von 114 Flugzeugen zu diesem Zeitpunkt.

### 2. Formation
Die 2. Formation hatte am 10. Januar 1945 einen Geschwaderstab und die I. bis III. Gruppe, die wiederum in Staffeln unterteilt waren. Die 1. bis 3. Staffel gehörte der I. Gruppe, die 4. bis 6. Staffel der II. Gruppe und die 7. bis 9. Staffel der III. Gruppe an. Die Sollstärken der Staffeln war zu 1943 gleich geblieben. Daraus ergibt sich eine Sollstärke von 132 Flugzeugen zu dieser Zeit.

## Geschichte

### 1. Formation
1942
Anfang Mai 1942 verlegte das Geschwader mit der I. und II. Gruppe sowie der selbstständigen 4. Staffel in den Süden der Sowjetunion. Dort war es dem VIII. Fliegerkorps der Luftflotte 4 unterstellt. Vom Fliegerhorst Konstantinowka aus, flog es die ersten Einsätze. Dem Geschwaderstab standen zu dieser Zeit 6 und der I. Gruppe 59 Messerschmitt Bf 109E-7/U1 zur Verfügung, während in der II. Gruppe 43 Henschel Hs 129B-2 und 14 Henschel Hs 123 bereitstanden. Die zur Verfügung stehende Messerschmitt Bf 109 in der Variante E-7 war als Jagdflugzeug oder Jagdbomber nutzbar. Der DB-601-A-1-Motor mit 990 PS Startleistung ermöglichte eine Höchstgeschwindigkeit von 570 km/h, bei einer Bewaffnung von zwei 7,92-mm-MG 17 über dem Motor (je 1000 Schuss) und zwei 20-mm-Maschinenkanonen MG FF in den Tragflächen. (je 60 Schuss) Optional konnten ein 300-l-Zusatztank oder bis zu 250 kg Bomben mitgeführt werden. Die zweimotorige Hs 129B-2 hatte zwei Gnôme et Rhône-Motoren die 700 PS leisteten und die Maschine auf eine Höchstgeschwindigkeit von 407 km/h brachte. Bewaffnet mit zwei 20-mm-MG 151/20, zwei 7,92-mm-MG 17, und eine 30-mm-MK 103 konnten noch bis zu 250 kg Bomben mitgeführt werden. Die Henschel Hs 123A-1, ein einmotoriger Doppeldecker mit offener Kanzel, verfügte über einen BMW 132 Dc Sternmotor mit 880 PS, der die Maschine auf bis zu 340 km/h beschleunigte. Das alte aber sehr robuste Schlachtflugzeug hatte 2 × 7,92-mm-MG 17 und konnte maximal 450 kg Bomben, alternativ maximal 200 kg Bomben und einen Zusatztank mitführen.

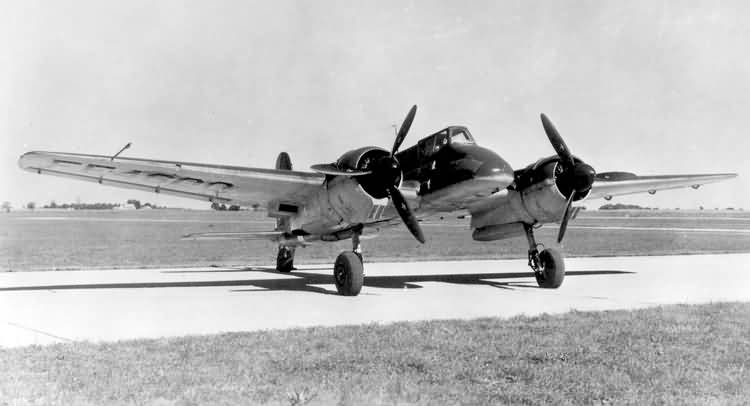
Die Henschel Hs 129B-1 diente in der II. Gruppe und der 4. und 8. Panzerjagd-Staffel des Geschwaders.

Ab dem 8. Mai 1942 beteiligte sich das Geschwader am Unternehmen Trappenjagd, einer Offensivaktion der 11. Armee der Heeresgruppe Süd auf der Halbinsel Kertsch auf der Ostseite der Krim. Die Aufgabe des Geschwaders war es, feindliche Schützen- und Artilleriestellungen, sowie Nachschubkolonnen anzugreifen und so den Angriff der eigenen Bodentruppen zu unterstützen. Die selbstständige 4. und 8. Panzerjagd-Staffel griffen am 9. Mai den Militärflugplatz Marfovka an und zerstörten dort abgestellte Jagdflugzeuge des 743. Jagdfliegerregiments der sowjetischen Luftwaffe, bevor sie in den folgenden Tagen die Bodentruppen unterstützten. Bis zum 19. Mai konnte die Offensivaktion erfolgreich abgeschlossen werden.

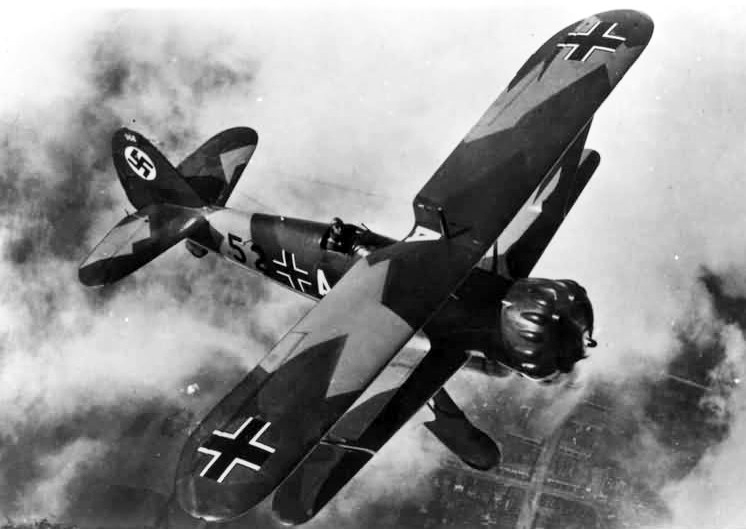
Die Henschel Hs 123A-1 befand sich mit einigen Exemplaren in der 7. Staffel der II. Gruppe.

Anschließend wendete sich das Geschwader dem Raum um Charkow zu, wo die sowjetische Südwestfront und Teile der Südfront mit ihrer Frühjahrsoffensive in Richtung Charkow die deutsche 6. Armee in Bedrängnis brachten. Die beiden Gruppen waren dem IV. Fliegerkorps der Luftflotte 4 zugeteilt und griffen mehrfach direkt die gepanzerten Verbände des sowjetischen Angriffskeil an und konnten so den Vormarsch im Zusammenwirken mit den Bodentruppen stoppen. Als dann am 17. Mai die deutsche Gegenoffensive unter Mitwirkung der 1. Panzerarmee und der 17. Armee begann, unterstützte das Geschwader den deutschen Angriffskeil der durch das III. Panzerkorps gebildet wurde, so das am 23. Mai Teile der sowjetischen Truppen eingeschlossen werden konnten. Das Geschwader flog in dieser Zeit 1467 Einsätze. Am 29. Mai attackierten drei Iljuschin Il-2 des sowjetischen 7. Schlachtfliegerregiments die Basis in Konstantinowka. Sie warfen zwölf Bomben ab, die eine Junkers Ju 87 zerstörten und weitere beschädigten.
Bei Beginn der deutschen Sommeroffensive im Bereich der südlichen Ostfront lag der Geschwaderstab, die I. und die II. Gruppe, sowie die 4. und die 8. Panzerjagd-Staffel auf dem Fliegerhorst Charkow-Rogan. Dem VIII. Fliegerkorps unterstehend, unterstützte das Geschwader das XXXXVIII. Panzerkorps der 4. Panzerarmee, dass mit der 24. Panzer-Division und der Division Großdeutschland auf Woronesch am Don vorging. Währenddessen griffen Teile des Geschwaders den sowjetischen Militärflugplatz Kamesnk an und zerstörten mehrere Pe-2 und eine Su-2 des 270. Bombenfliegerregiments. Am 20. Juli verfügte das gesamte Geschwader noch über 36 einsatzbereite Maschinen. Nachdem die 4. Panzerarmee den Don bei Woronesch erreichte, ging sie entlang des Dons nach Süden und erreichte den Donbogen, der Stalingrad vorgelagert ist. Das Geschwader machte diese Bewegung mit und bezog im August den Fliegerhorst Tusow, einen Feldflughafen 81 km von Stalingrad entfernt. Von hier aus griffen die Schlachtflugzeuge des Geschwaders zugunsten der deutschen 6. Armee in die Kesselschlacht bei Kalatsch ein und kämpften in den nächsten Monaten in der Schlacht um Stalingrad. Als am 13. September die 6. Armee zum Großangriff auf das Stalingrader Stadtzentrum antrat, flog das Geschwader, zusammen mit den Sturzkampfgeschwadern 2 und 77, Luftangriffe auf Artillerie- und Infanteriestellungen.
Als am 19. November die Rote Armee ihre Gegenoffensive startete, die zur Einkesselung von 330.000 Soldaten der Achsenmächte führte, musste das Geschwader auf die Fliegerhorste Morosovskaya und Millerowo ausweichen um nicht von den Angriffskeilen überrollt zu werden. Von dort aus führte es Luftangriffe auf die Angriffsspitzen der sowjetischen 5. Panzerarmee und dem 8. Kavalleriekorps durch. Als dann am 12. Dezember mit dem Unternehmen Wintergewitter der letztendlich gescheiterte Entsatzungsangriff für die eingeschlossene 6. Armee begann, war das Geschwader wieder im Zentrum des Angriffes eingesetzt. Das Unternehmen wurde am 23. Dezember abgebrochen und das Geschwader sofort im Bereich der italienischen 8. Armee eingesetzt, wo die sowjetischen Truppen ein Unternehmen zur Befreiung des Gebietes am mittleren Don begannen.
1943
Zu Anfang des Jahres verfügte der Geschwaderstab über 3 Messerschmitt Bf 109E-7, die I. Gruppe über 13 Messerschmitt Bf 109E-7 und die II. Gruppe über 5 Henschel Hs 129B-1/2, 8 Henschel Hs 123A-1/B-1 und 3 Messerschmitt Bf 109E-7. Die selbständigen 4. und 8. Panzerjagd-Staffel ging mit 2 und 6 Henschel Hs 129B-1/2 in das neue Jahr. Ab Februar rüstete der Geschwaderstab und die II. Gruppe, ab Mai die I. Gruppe auf die Focke-Wulf Fw 190 in den Varianten A-5/U1 und A-5/U3 um. In diesen Versionen handelte es sich um ein einmotoriges Schlachtflugzeug, dessen BMW 801 D Motor 1700 PS leistete und eine Höchstgeschwindigkeit von 660 km/h ermöglichte. Als Bewaffnung standen zwei 7,92-mm-MG 17 (je 900 Schuss) hinter dem Motor oben im Rumpf, zwei 20-mm-MG 151/20E (je 250 Schuss) in den Flügelwurzeln, alle vier gesteuert durch den Propellerkreis schießend und zwei 20-mm-MG FF/M (je 90 Schuss) ungesteuert am Propellerkreis vorbeischießend in den äußeren Flügeln, zur Verfügung. Die 7. Staffel der II. Gruppe blieb allerdings bei der bewährten Henschel Hs 123A-1/B-1.
Die I. Gruppe griff von Gorlowka aus, in die Kämpfe zur Wiederinbesitznahme von Charkow und Belgorod durch das I. SS-Panzerkorps ein. Dazu war es dem VIII. Fliegerkorps der Luftflotte 4 zugeteilt. Die II. Gruppe und die 8. Staffel bezogen ab April einen Feldflughafen bei Anapa im sogenannten Kuban-Brückenkopf. Dem I. Fliegerkorps unterstellt, blieben sie bis Ende Juni dort und unterstützten die 17. Armee bei ihrem Auftrag den Brückenkopf zu halten.
Als am 5. Juli 1943 Verbände der Heeresgruppe Mitte und Süd zur Schlacht im Kursker Bogen antraten, diente das Geschwader im VIII. Fliegerkorps der Luftflotte 4. Vom Fliegerhorst Warwarowka aus unterstützte der Geschwaderstab, die I. und die II. Gruppe, sowie die 4. und die 8. Panzerjagd-Staffel die den südlichen Angriffskeil bildende 4. Panzerarmee. Während der Geschwaderstab zu Beginn der Offensive keine Flugzeuge zur Verfügung hatte, konnte die I. Gruppe auf die Focke-Wulf Fw 190A-5 umgerüstet und mit 52 Maschinen ausgestattet werden. Der II. Gruppe standen 15 Focke-Wulf Fw 190A-5, 19 Focke-Wulf Fw 190A-3 und 16 Henschel Hs 123B-1 zur Verfügung. Die beiden Panzerjagd-Staffeln hatten 16 und 17 Henschel Hs 129B-2 in ihren Reihen. Am zweiten Tag der Offensive schickte sich das sowjetische 2. Garde-Panzerkorps an einen Gegenangriff gegen die SS-Panzergrenadier-Division LSSAH des II. SS-Panzerkorps zu fahren. Durch das massive Einwirken aus der Luft durch die I. Gruppe, die 4. Panzerjagd-Staffel und Teile des Jagdgeschwaders 51 gelang es zusammen mit den Bodenkräften den Gegenangriff zu stoppen. Ein weiterer Gegenanangriff der sowjetischen 5. Garde-Panzerarmee am 12. Juli in der Panzerschlacht bei Prochorowka konnte mit Hilfe des Geschwaders ebenfalls abgeschlagen werden. Das Geschwader flog an diesem Tage 248 Einsätze im Raum um Prochorowka.
Am 15. Juli verlegte die I. Gruppe, sowie die 4. und 8. Panzerjagd-Staffel nach Orel, wo inzwischen die sowjetische Orjoler Operation angelaufen war, die bis zum 18. August zur Befreiung des Orelbogens führte. Am 19. Juli konnte die 4. Panzerjagd-Staffel im Zusammenwirken mit Heereskräften einen operativen Durchbruch des sowjetischen 1. Panzer-Korps bei Orel verhindern. Bis zum 25. Juli verlor das Geschwader im Orelbogen täglich durchschnittlich vier Henschel Hs 129 durch sowjetische Jagdflugzeuge oder Flugabwehr.
Die im Bereich der Heeresgruppe Süd verbliebene II. Gruppe des Geschwaders stemmte sich gegen die sowjetische Belgorod-Charkower Operation, die am 3. August begann und die deutsche 4. Panzerarmee zum Rückzug veranlasste. Dadurch konnte Charkow am 23. August befreit werden. In der weiteren Folge schlug die sowjetische Armee mehrere Angriffskeile bis zum Dnepr, der Ende September an mehreren Stellen erreicht werden konnte.
Am 18. Oktober 1943 löste sich die 1. Formation des Schlachtgeschwaders 1 auf und die bisherigen Geschwaderteile erhielten neu Bezeichnungen. Der Geschwaderstab wurde in den Gruppenstab der IV. Gruppe des Schlachtgeschwaders 9 umgewandelt und die I. Gruppe in die II. Gruppe des Schlachtgeschwaders 77 umbenannt. Währenddessen erhielt die II. Gruppe die neue Bezeichnung II. Gruppe des Schlachtgeschwaders 2. Die 4. und 8. Staffel gingen als 10. und 11. Staffel zum Schlachtgeschwader 9.

### 2. Formation
1943
Völlig unabhängig, ohne organisatorische Verbindung zum gleichnamigen ersten Schlachtgeschwader 1 bildete sich am 18. Oktober 1943 aus dem Sturzkampfgeschwader 1 das neue Schlachtgeschwader 1. Der Geschwaderstab und die I. bis III. Gruppe behielten ihre Bezeichnungen im neuen Geschwader. Die 10. Panzerjagd-Staffel war die umbenannte 10. Panzerjagd-Staffel des Schlachtgeschwaders 77. Das Geschwader war zu dieser Zeit im Mittelabschnitt der Ostfront im westlichen Teil Russlands eingesetzt. Der Geschwaderstab lag in Polozk, die II. Gruppe und die 10. Panzerjagd-Staffel in Orscha wo sie der 4. Flieger-Division der Luftflotte 6 zugeteilt waren. Die I. und die III. Gruppe in Bobruisk erhielten von der 1. Flieger-Division ihre Befehle.

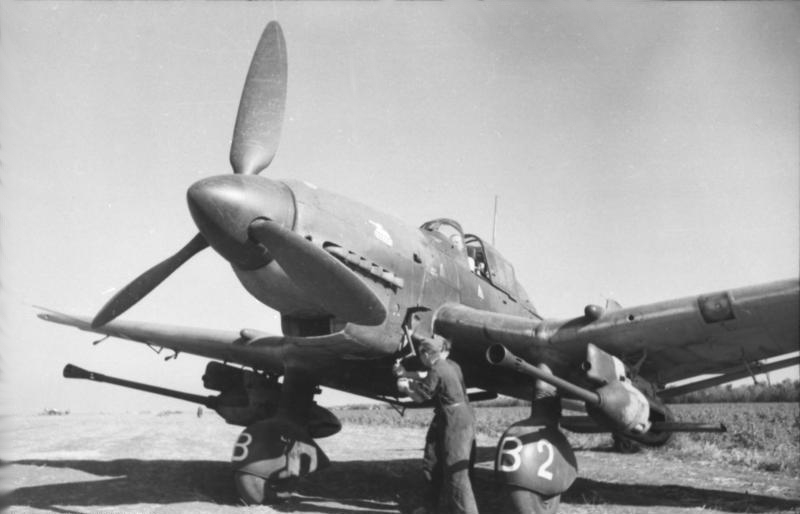
Eine Ju 87 G-1 in der Sowjetunion

Das Geschwader war je zur Hälfte mit der Junkers Ju 87 in den Versionen D-3 und D-5 ausgestattet. In der 10. Panzerjagd-Staffel gab die Junkers Ju 87 auch in der Version G-1. Bei den Versionen D-3 und D-5 handelte es sich um die Schlachtfliegerversionen der Junkers Ju 87. Ausgestattet mit einem Jumo 211J-Motor mit 1420 PS erreichten sie eine Höchstgeschwindigkeit von bis zu 402 km/h. Bewaffnet mit zwei 7,92-mm-MG 17 (D-5: zwei 20-mm-Kanonen MG 151/20) starr in den Tragflächenknicken und ein 7,92-mm-Zwillings-MG MG 81 Z beweglich im Heckstand konnten bis zu 1800 kg Bomben ins Ziel getragen werden. Je nach Einsatzzweck konnte eine einzelne Bombe von bis zu 1400 kg unter dem Rumpf (D-5 Überlast: bis 1800 kg) oder eine 500- oder 1000-kg-Bombe unter dem Rumpf und vier 50- oder 70-kg-Bomben unter den Tragflächen, oder diverse Abwurfbehälter AB 250, AB 70 und AB 50 mit jeweils 224, 50 oder 40 Splitterbomben, dickwandig 1 kg oder diverse Sonderbewaffnungen wie 2-kg-Splitterbomben oder Behälter mit mehreren Maschinengewehren mitgeführt werden. Die Version G-1 führte zwei 3,7-cm-Kanonen-Flak 18 unter den Tragflächen und das bewegliche MG 81 Z im Heckstand. Aufgrund dessen konnten keine Bomben mehr mitgeführt werden.
Ende des Jahres nahm die II. Gruppe mit 15 Junkers Ju 87D-3 und 17 Junkers Ju 87D-5 an der Schlacht um Kiew teil, in der die Truppen der 1. Ukrainischen Front gegen die deutsche 4. Panzerarmee antraten und am 6. November Kiew befreiten. Ein deutscher Gegenangriff am 13. November mit dem XXXXVIII. Panzerkorps stoppte die sowjetische Offensive und brachte geringen Raumgewinn. Am 6. Dezember trat das deutsche XXXXVIII. Panzerkorps im Unternehmen Advent erneut an und konnte zunächst Teile von drei sowjetischen Panzer- und vier Schützenkorps der 60. Armee einschließen. Die Umklammerung musste allerdings wieder aufgehoben werden, das die verfügbaren Kräfte nicht ausreichten. Insgesamt verlor die II. Gruppe während dieser Einsätze eine D-3 durch Feindeinwirkung und 5 D-3 und D-5 ohne Feindeinwirkung.
1944
Im Frühjahr 1944 lag der Geschwaderstab in Wilna, wo er auf die Focke-Wulf Fw 190G-8 umgerüstet wurde. Als Nächstes erhielt die II. Gruppe im Mai ihre neuen Focke-Wulf Fw 190F-8, während zeitgleich die III. Gruppe die Focke-Wulf Fw 190G-8 bekam. Nur die I. Gruppe musste bis Ende des Jahres mit ihren Junkers Ju 87D-5 auskommen, ehe sie auch auf die Focke-Wulf Fw 190F-8 umstieg. Die 10. Panzerjagd-Staffel blieb derweil bei ihrer Junkers Ju 87 in den Versionen G-1 und G-2. Die Focke-Wulf Fw 190 der G-Serie hatten im Vergleich zur Jagdfliegervariante der A-Serie eine verbesserte Panzerung und ein verstärktes Fahrwerk. Am Rumpf konnten Bomben bis zu 500 kg und zusätzlich mit Hilfe eines Einhängerostes vier 50-kg-Bomben angehängt werden. An den Tragflächen konnten weitere Außenlasten mitgeführt werden. Diese Änderungen wirkten sich auf die Flugleistungen der G-Serie aus. So musste ein Geschwindigkeitsverlust von bis zu 90 km/h, eine Reduzierung der Steigleistung um bis zu 5 m/s sowie eine Verringerung der Dienstgipfelhöhe um etwa 2300 m hingenommen werden. Zudem war die Manövrierfähigkeit mit Bombenlast erheblich eingeschränkt und durch die fest installierten Träger unter Rumpf und Tragflächen musste auch nach Abwurf der Außenlasten noch ein Geschwindigkeitsverlust von 15–30 km/h in Kauf genommen werden.
Als die Rote Armee am 22. Juni 1944 im Mittelabschnitt der Ostfront die Operation Bagration startete, die zur Befreiung Belarus und von Teilen des Baltikum führte, lag das Geschwader genau im Zentrum der Offensive. Der Geschwaderstab und die III. Gruppe unterstanden der 1. Fliegerdivision und die I. und II. Gruppe sowie die 10. Panzerjagd-Staffel waren der 4. Fliegerdivision der Luftflotte 6 zugeteilt. Fliegerhorste waren für den Geschwaderstab Pastowitschi, für die I. Gruppe Tolotschin, für die II. Gruppe Vilnius, für die III. Gruppe Radzyn und für die 10. Panzerjagd-Staffel Bojari. Alle Geschwaderteile wurden gegen die Angriffskeile der sowjetischen Panzerkorps eingesetzt und erlitten insbesondere bei Tieffliegerangriffen große Verluste. Allein die I. Gruppe hatte im Juli 27 Totalverluste durch Feindeinwirkung. Bedingt durch den schnellen Vormarsch der sowjetischen Truppen musste das Geschwader regelmäßig seine Basis aufgeben und zurückverlegen. Darunter litt die Einsatzfähigkeit, da die Flugzeuge nicht schnell genug repariert werden konnten. Erst im September/Oktober bezog das Geschwader wieder Basen für einen längeren Zeitraum. So lag der Geschwaderstab und die III. Gruppe in Bielice, die I. Gruppe in Modlin, die II. Gruppe in Gerdauen und die 10. Panzerjagd-Staffel in Hüttenfelde, alle im besetzten Polen oder in Ostpreußen gelegen.
1945
Das Jahr 1945 sah das Geschwader im Bereich der Heeresgruppe A, die ihre Stellungen am Ostufer der Weichsel hatte. Der Geschwaderstab, die II. und die III. Gruppe standen im Bereich der Luftflotte 6 auf den Fliegerhorsten Bahrendt und Mackfitz. Die I. Gruppe lag im Bereich der Luftflotte 10 zur Neuausstattung auf die Focke-Wulf Fw 190 auf dem Fliegerhorst Schönfeld-Seifersdorf. Die 10. Panzerjagd-Staffel in Eggersdorf erhielt am 7. Januar ihre Umbenennung in 2. Panzerjagd-Staffel des Schlachtgeschwaders 9 und schied aus dem Geschwaderverband aus. Das Geschwader war überwiegend mit der Focke-Wulf Fw 190F-8 ausgestattet. Lediglich die 10. Panzerjagd-Staffel flog mit der Junkers Ju 87G-2 ihre Einsätze.
Am 12. Januar 1945 begann die sowjetische Weichsel-Oder-Operation im Bereich der deutschen 9. Armee der Heeresgruppe A. Das Geschwader stemmte sich mit dem Geschwaderstab, der II. und der III. Gruppe gegen die Angriffe der 1. Weißrussischen Front. Mit 79 einsatzbereiten Flugzeugen in den beiden Gruppen bestand kein Mangel an Flugzeugen. Allerdings war nur Betriebsstoff für drei Großkampftage vorhanden. Weder am Boden noch aus der Luft konnte die sowjetische Offensive ernsthaft aufgehalten werden, sodass die sowjetische 8. Gardearmee am 1. Februar die Oder erreichte. Bei diesen Kämpfen fiel am 12. Februar der Gruppenkommandeur der I. Gruppe Major Horst Kaubisch, als seine Focke-Wulf Fw 190F-8 1,5 km östlich von Lebus mit einem sowjetischen Jäger kollidierte und abstürzte. Kaubisch hatte zu diesem Zeitpunkt über 1000 Kampfeinsätze durchgeführt und das Eichenlaub zum Ritterkreuz erhalten.
Durch die zurückliegenden Ereignisse musste sich das Geschwader bis hinter die Oder zurückziehen. So lag der Geschwaderstab und die III. Gruppe auf dem Werksflugplatz der Heinkel-Werke Oranienburg in Oranienburg. Die I. Gruppe hatte ihr Quartier auf dem Fliegerhorst Fürstenwalde bezogen, während die II. Gruppe in Werneuchen unterkam. Der 4. Fliegerdivision des II. Fliegerkorps der Luftflotte 6 unterstellt, flog das Geschwader Anfang März Luftangriffe auf sowjetische Brücken und Fähren an der Oder.
In die am 16. April beginnende Schlacht um Berlin konnte das Geschwader mangels Betriebsstoff kaum noch eingreifen. Durch den Vormarsch der 1. Weißrussischen Front, die in der Schlacht um die Seelower Höhen drei bis vier Tage aufgehalten wurde, verlor das Geschwader seine Basen und musste sich nach Flensburg-Weiche zurückziehen. Auf dem dortigen Fliegerhorst erreichte das Geschwader am 8. Mai die Nachricht über die bedingungslose Kapitulation der Wehrmacht.

## Kommandeure

### Geschwaderkommodore
| Dienstgrad     | Name                | Zeit                               |
| -------------- | ------------------- | ---------------------------------- |
| Oberstleutnant | Otto Weiß           | 23. April 1942 bis 18. Juni 1942   |
| Major          | Hubertus Hitschhold | 18. Juni 1942 bis 25. Juni 1943    |
| Major          | Alfred Druschel     | 25. Juni 1943 bis 18. Oktober 1943 |
| Major          | Gustav Pressler     | 18. Oktober bis 22. April 1944     |
| Major          | Peter Gassmann      | 22. April 1944 bis 8. Mai 1945     |

### Gruppenkommandeure
I. Gruppe
- Major Alfred Druschel, 13. Januar 1942 bis 1. März 1943[65]
- Hauptmann Georg Dörffel, 2. März 1943 bis 23. September 1943[66]
- Hauptmann Siegfried Steinhoff, 24. September 1943 bis 17. Oktober 1943[67]
- Hauptmann Horst Kaubisch, 18. Oktober 1943 bis 12. Februar 1945 †[68]
- Hauptmann Arthur Pipan, 2. März 1945 bis 8. Mai 1945[69]

II. Gruppe
- Hauptmann Paul-Friedrich Darjes, 28. Februar 1942 bis 8. Dezember 1942[70]
- Hauptmann Frank Neubert, Oktober 1942 bis 23. September 1943[71]
- Hauptmann Heinz Frank, 24. September 1943 bis 17. Oktober 1943[72]
- Major Otto Ernst, 18. Oktober 1943 bis 7. März 1944[73]
- Hauptmann Karl Schrepfer, 16. April 1944 bis 1. Mai 1944[74]
- Hauptmann Ernst-Christian Reusch, 1. Mai 1944 bis 21. Januar 1945[75]
- Hauptmann Heinrich Heins, 1. Februar 1945 bis 8. Mai 1945[76]

III. Gruppe
- Major Friedrich Lang, 18. Oktober 1943 bis 19. Mai 1944[77]
- Hauptmann Karl Schrepfer, 20. Mai 1944 bis 1. Mai 1945[78]
- Hauptmann Bernhard-Gotfried von Beesten, 1. Mai bis 8. Mai 1945[79]

## Auszeichnungen
Bekannte Träger des Ritterkreuz des Eisernen Kreuzes oder höherer Stufen des Schlachtgeschwaders 1.
| Name                   | Dienstgrad    | Einheit   | Ritterkreuz   | Eichenlaub    |
| ---------------------- | ------------- | --------- | ------------- | ------------- |
| Frischer, Siegfried    | Oberfeldwebel | 8./SG 1   | 28. Feb. 1945 |               |
| Goldbruch, Kurt        | Oberleutnant  | 8./SG 1   | 28. Jan. 1945 |               |
| Hoffmann, Walter       | Leutnant      | 8./SG 1   | 16. Juni 1944 |               |
| Hoffmann, Werner       | Hauptmann     | 1./SG 1   | 8. Aug. 1944  |               |
| Hulsch, Otto           | Oberleutnant  | 8./SG 1   | 5. Feb. 1944  |               |
| Kaubisch, Horst        | Major         | I./SG 1   |               | 24. Juni 1944 |
| Klussmann, Hans-Jürgen | Oberleutnant  | I./SG 1   | 9. Nov. 1944  |               |
| Leingärtner, Ludwig    | Hauptmann     | 2./SG 1   | 5. Feb. 1944  |               |
| Mundt, Ulrich          | Oberfeldwebel | 10./SG 1  | 25. Nov. 1944 |               |
| Neumann, Rudolf        | Hauptmann     | 2./SG 1   | 17. Apr. 1945 |               |
| Panse, Werner          | Oberleutnant  | 9./SG 1   | 4. Apr. 1944  |               |
| Schalanda, Hans        | Hauptmann     | 3./SG 1   |               | 24. Okt. 1944 |
| Schrepfer, Karl        | Major         | III./SG 1 |               | 28. Apr. 1945 |
| Schubert, Gustav       | Oberleutnant  | 9./SG 1   |               | 24. Okt. 1944 |
| Stoll-Berberich, Egon  | Hauptmann     | 7./SG 1   | 29. Feb. 1944 |               |

## Bekannte Geschwaderangehörige
- Artur Pipan (1919–2009), war 1982 als Brigadier des österreichischen Bundesheeres Kommandeur des Fliegerregiments 2